# Santa María de Cayón
Santa María de Cayón is een gemeente in de Spaanse provincie Cantabrië in de regio Cantabrië met een oppervlakte van 48 km². Santa María de Cayón telt 9.078 inwoners (1 januari 2016).

## Demografische ontwikkeling
Bron: INE; 1857-2011: volkstellingen
Opm.: In 1857 werd de gemeente Lloreda aangehecht